# Gianluca Vigliotti
Gianluca Vigliotti (Nápoles, 24 de febrero de 2005) es un futbolista italiano que juega como delantero centro. Actualmente milita en el Pineto Calcio de la Serie C de Italia, en calidad de cedido por la S. S. C. Napoli.

## Trayectoria
Comenzó su trayectoria en las categorías juveniles del Napoli, el club principal de su ciudad natal, y de otro club campano, la Cavese. Durante la temporada 2023–24, con el equipo juvenil del Napoli disputó el Campeonato Primavera 2, la Copa Italia Primavera y la Liga Juvenil de la UEFA, con un total de 35 encuentros y 14 goles entre todas las competiciones.
En julio de 2024, fue cedido por el Napoli al primer equipo de la Cavese, que compitía en el Grupo C de la Serie C (tercera categoría italiana). Con esta entidad vivió su estreno en el fútbol profesional, participando en 28 partidos oficiales durante la temporada 2024-25 (27 en liga y uno en copa), en los que anotó 2 goles.
El 21 de julio de 2025, fue transferido en calidad de préstamo al Pineto, también participante en la Serie C, con contrato hasta el 30 de junio de 2026.

## Estadísticas

### Clubes
Actualizado al último partido disputado el 27 de abril de 2025.
| Club                   | Div.          | Temporada     | Liga  | Liga  | Copa  | Copa  | Internacional | Internacional | Total | Total |
| Club                   | Div.          | Temporada     | Part. | Goles | Part. | Goles | Part.         | Goles         | Part. | Goles |
| ---------------------- | ------------- | ------------- | ----- | ----- | ----- | ----- | ------------- | ------------- | ----- | ----- |
| Cavese 1919 · Italia   | 3.ª           | 2024-25       | 27    | 2     | 1     | 0     | 0             | 0             | 28    | 2     |
| Pineto Calcio · Italia | 3.ª           | 2025-26       | 0     | 0     | 0     | 0     | 0             | 0             | 0     | 0     |
| Total carrera          | Total carrera | Total carrera | 27    | 2     | 1     | 0     | 0             | 0             | 28    | 2     |